# Euagathis suturalis
Euagathis suturalis är en stekelart som beskrevs av Szepligeti 1914. Euagathis suturalis ingår i släktet Euagathis och familjen bracksteklar. Inga underarter finns listade i Catalogue of Life.